# Castello Ruffo di Amendolea
Das Castello Ruffo di Amendolea ist eine mittelalterliche Burgruine aus dem 11. Jahrhundert in Amendolea, einem Ortsteil von Condofuri in der italienischen Region Kalabrien. Sie liegt mitten im ehemals griechischen Teil der Region und hatte eine hochstrategische Bedeutung, da das Tal der Fiumara Amendolea in historischer Zeit die Grenze zwischen Locri und Reggio Calabria war.

## Geschichte
Die Ursprünge der Burg sind normannisch. Die Gründung der Burg wird mit absoluter Sicherheit Riccardo di Amendolea, einem Normannen, zugeschrieben, auch wenn man annehmen kann, dass der Bau in mehreren Phasen ablief und das Werk verschiedener Völker war, die die Gegend im Spätmittelalter dominierten.
Sicher ist die Existenz der Burg in normannischer Zeit, wie die Studien über die Bautechniken ihrer ältesten Elemente ergab.
Durch die Analyse der Mauern, die eine echte Hämmerung zeigen, wurde bestätigt, dass die Burg im 13. Jahrhundert in den Abriss der Burgen, die Kaiser Friedrich II. 1230 anordnete, verwickelt war.
Die wiederaufgebaute Burg war in den folgenden Jahrhunderten in die Machtkämpfe zwischen den örtlichen Adelsfamilien verwickelt, wodurch sie häufig den Besitzer wechselte. Unter diesen Familien kennen wir die Familie Amendolea, nach der das Dorf unterhalb der Burg benannt wurde, und die Familie Ruffo, die das Lehen 1624 erwarb und es bis 1806 behielt, das Jahr, in dem das Lehnswesen in Italien endete. Wegen ihrer zahlreichen Waffentaten, die sich im 17. Jahrhundert ereigneten, wurden drei Baliven der Familie Ruffo dokumentiert: A. Rebuffo, F. Polisteno und G. Sangallo. Die Baliven waren Treuhänder, die das Lehen für die Familie der Lehensherren verwalteten. Die Baliven benahmen sich wie echte Herren und begingen manchmal schweren Missbrauch [an der Bevölkerung]; da die Lehensherren nur ein Jahreseinkommen verlangten, umgaben sie sich mit Schlägern, häufig Albaner, manchmal aber auch Sarazenen, mit denen sie die Kontrolle über das Territorium aufrechterhielten.
Von der Burg sind heute nur noch wenige Reste erhalten: Die Umfassungsmauer, ein Turm und das, was einst eine Kapelle gewesen sein muss, in der die etwa 300 Einwohner der Burg sich versammelten, um zu beten.

## Beschreibung
Zur Burgruine gelangt man über eine lange Treppe, die in der Nähe der asphaltierten Straße beginnt, die erst vor kurzer Zeit gebaut wurde. Am Eingang auf der rechten Seite findet man einen riesigen Raum, der einst als Zisterne für Trinkwasser genutzt wurde, ein unverzichtbares Gut, das nicht leicht zu beschaffen war, auch wenn die Schüttung der benachbarten Fiumara Amendolea damals sehr viel höher war als heute.
Den Mittelteil der Burg nahm eine große Aula ein, deren Bodenbelag heute von Gras und Felsen gebildet wird; auf der Mauer, die nach Osten führt, sind noch drei große Fenster erhalten, neben denen sich Nischen befanden, in denen die Wachposten untergebracht waren. Von dort aus konnten die Wachen die Feinde entdecken, lange bevor sie oben auf der Burg ankamen, und hatten so die Zeit, um die Bevölkerung zu warnen. Um diese enorm große Aula fallen einige Türme auf, von denen einer eine Besonderheit aufweist: Er hat seinen Eingang nicht ebenerdig, sondern im ersten Obergeschoss, und dorthin gelangte man über eine Zugbrücke. Dieser Mechanismus wurde eingerichtet, um Einfälle des Feindes in den Turm zu verhindern.
Weiter südlich liegen die Wohnstätten derer, die einst zur Gemeinschaft von Amendolea gehörten, und das bedeutendste religiöse Gebäude des Ortes: Die protopäpstliche (oder erzpriesterliche) Kirche. In ihrem Inneren hat man bedeutende Funde gemacht, so ein Halbrelief, das in den 1990er-Jahren ans Licht kam, und eine Statue, die eine Madonna darstellt. Die kleine Skulptur hat aber keinen Kopf mehr und an dessen Stelle wurde ein nach links gewendeter, neuer Kopf aufgesetzt. Nach einigen Jahren hat man auch den originalen Kopf gefunden, der nach rechts gewendet ist, und die Statue, die vermutlich dem sizilianischen Künstler Antonello Gagini zugeschrieben werden kann, wird heute in der neuen Kirche von Amendolea aufbewahrt, die Mariä Verkündigung geweiht ist.
Die Mauern der Burg bestehen aus einer Paste aus gekochtem Schwefel und Eisen, die es auf den Felsen gibt, auf denen die Burg steht. Ihr Vorteil ist, dass sie, je mehr Zeit vergeht, umso kompakter wird, auch wenn die Erdbeben von 1783 und 1908 und die Angriffe der Feinde breite Risse in der Struktur der Burg hervorgerufen haben.